# Chingia acutidens
Chingia acutidens är en kärrbräkenväxtart som beskrevs av Holtt. Chingia acutidens ingår i släktet Chingia och familjen Thelypteridaceae. Inga underarter finns listade.